# الخروبة (ليبيا)
الخروبة هي قرية تقع إلى الجنوب من المرج في شرقي ليبيا بحوالي 66 كم، وإلى الغرب من التميمي بحوالي 186 كم عبر طريق الخروبة–التميمي، كما يوجد طريق يربطها بزاوية مسوس إلى الجنوب.